# Euphyia artemas
Euphyia artemas är en fjärilsart som beskrevs av William Schaus 1912. Euphyia artemas ingår i släktet Euphyia och familjen mätare. Inga underarter finns listade i Catalogue of Life.